# Philipp Lindemann

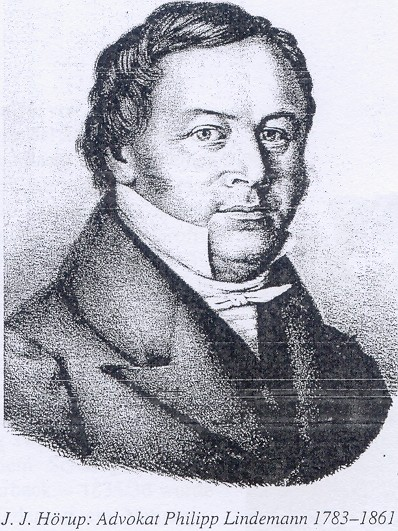
Philipp Lindemann

Johann Philipp Quinctius Lindemann (* 1783; † 1861) war ein Advokat in Eutin, der sich um die Belange der armen oder besitzlosen Bevölkerung sorgte.

## Leben
Philipp Lindemann war ohne abgeschlossenes Jurastudium zuerst als Hauslehrer in Eutin tätig, konnte dort dann aber als Advokat arbeiten. Während des Befreiungskrieges gegen die napoleonische Besatzung um 1813 kam er zu etwas Vermögen, das ihm aber bis hin zum Konkurs wieder verloren ging. Daraus entstand wohl eine Verbitterung, die ihn dazu brachte, sich als „Anwalt der Armen“ einzusetzen.
Durch Eingabe von Petitionen versuchte er, in und um Eutin 1830 die Wohnungsnot zu beseitigen, Nutzgartenland bereitzustellen und die Steuerlast zu mindern. Kurzfristig war dem kein Erfolg beschieden, und so kam es wegen der Wohnungsnot und großen Arbeitslosigkeit der land- und besitzlosen ländlichen Bevölkerung 1832 zum so genannten Heueristen-Aufstand gegen die herrschenden Ämter. (Heueristen waren zur Miete wohnende Tagelöhner.) Die Verhaftung der Bujendorfer Rädelsführer löste Straßenkämpfe in Eutin aus, bei denen der Tagelöhner Dietrich Schröder aus Meinsdorf erschossen wurde.
Er war auch gegen die Stationierung von Militär in Eutin und mahnte ein seit 1815 bestehendes Versprechen an, eine Verfassungssetzung aufzusetzen.
Insgesamt traten jedoch mit Zeitverzögerung Verbesserungen der Lebensumstände des betroffenen Personenkreises ein. Lindemann war schließlich Obergerichtsrat in Eutin. 1848 wurde er im Wahlkreis Fürstentum Lübeck/Amt Eutin in die Versammlung der 34 und danach 1848 bis 1853, 1854 und 1857 bis 1859 in den Oldenburgischen Landtag gewählt. Er wirkte am Staatsgrundgesetz von Oldenburg mit.